# Candacia ketchumi
Candacia ketchumi is een eenoogkreeftjessoort uit de familie van de Candaciidae. De wetenschappelijke naam van de soort is voor het eerst geldig gepubliceerd in 1961 door Grice.